# Kosztolányi Ágoston
Kosztolányi és Kameneczi Kosztolányi Ágoston  (Csantavér, 1824. augusztus 21. – Szabadka, 1895. szeptember 27.) százados az 1848–49-es szabadságharcban, Kosztolányi Dezső nagyapja.

## Élete
1824. augusztus 21-én született Csantavéren Kosztolányi János és Filáczy Veronika fiaként.  
1848. október elején Nagyváradon csatlakozott az ott szerveződő 27. honvédzászlóaljhoz. 16-ától őrmester, november 20-ától pedig hadnagy. Részt vett az erdélyi harcokban. Később előléptették főhadnaggyá. 1849 április–májusában kivette részét a Temesköz felszabadításából. A nyári hadjárat idején zászlóaljával a Délvidéken szolgált. A szabadságharc végén már századosként menekült török földre.
Az 1850-es évek elején a konstantinápolyi magyar egylet elnöke volt, de emigrált az Egyesült Államokba. 1857-ben hazatért, ezután Szabadkán lett boltos, majd a helyi kereskedelmi és iparbank pénztárnoka. A szabadkai Honvédegylet tagja is volt. A városban hunyt el 1895. szeptember 27-én.

## Családja
1857-ben elvette Kádár Rózát, kitől 1859-ben Árpád nevű fia született. Neje 1916-ban hunyt el Szabadkán.